# David Gabai
Pour les articles homonymes, voir Gabai.
David Gabai (né en 1954) est un mathématicien américain, titulaire de la chaire Hughes-Rogers de professeur de mathématiques à l'Université de Princeton. Il est un chercheur de pointe dans les domaines de la topologie en basses dimensions et de la géométrie hyperbolique.

## Formation et carrière
David Gabai a reçu son diplôme de B. Sc. du Massachusetts Institute of Technology en 1976 et son doctorat de l'université de Princeton en 1980, ce dernier sous la direction de William Thurston. Au cours de ses recherches doctorales, il a obtenu des résultats fondamentaux sur les feuilletages des 3-variétés.
Après des postes à l'université Harvard et à l'université de Pennsylvanie, Gabai travaille durant la majeure partie de la période 1986-2001 à Caltech, et il travaille à Princeton depuis 2001.

## Travaux
David Gabai a joué un rôle clé dans le domaine de la topologie des 3-variétés durant les trois dernières décennies. Parmi les résultats fondamentaux que ses collaborateurs et lui ont prouvé figurent : l'existence d'un feuilletage tendu (en) dans les 3-variétés, la conjecture de la propriété R (de) en théorie des nœuds, la fondation des laminations (en) essentielles, la conjecture sur l'espace fibré de Seifert, la rigidité de l'homotopie hyperbolique 3-variétés, la faiblesse de l'hyperbolisation pour les 3-variétés avec une véritable lamination (genuine lamination), la conjecture de Smale (en) pour les 3-variétés hyperboliques, la conjecture de Marden (en), le fait que la variété de Weeks (en) soit la  3-variété hyperbolique (en) fermée de volume minimal.

## Prix et distinctions
En 2004, David Gabai a reçu le prix Oswald-Veblen en géométrie, décerné tous les trois ans par l'American Mathematical Society. Ian Agol, Danny Calegari et David Gabai reçoivent en 2009 le Clay Research Award pour leur preuve de la conjecture de Marden. En 1988-1989, il est titulaire de l'AMS Centennial Fellowship.
Il a été conférencier invité au Congrès international des mathématiciens en 2010 à Hyderabad sur le thème de la topologie (« Hyperbolic 3-manifolds in the 2000’s »), après avoir déjà été invité en 1990 au congrès de Kyoto avec une conférence intitulée « Foliations and 3-Manifolds ».
En 2011, il a été élu à l'Académie nationale des sciences. En 2012, il est devenu un fellow de l'American Mathematical Society. En 2014 il est élu à l'Académie américaine des arts et des sciences. Il est membre du comité éditorial de la revue Annals of Mathematics.

## Sélection de publications
(octobre 2018).
- Foliations and the topology of 3-manifolds; I: J. Differential Geom. 18 (1983), no. 3, 445–503; II: J. Differential Geom. 26 (1987), no. 3, 461–478; III: J. Differential Geom. 26 (1987), no. 3, 479–536.
- avec U. Oertel: Essential laminations in 3-manifolds, Ann. of Math. (2) 130 (1989), no. 1, 41–73.
- Convergence groups are Fuchsian groups, Ann. of Math. (2) 136 (1992), no. 3, 447–510.
- avec G. R. Meyerhoff, N. Thurston: Homotopy hyperbolic 3-manifolds are hyperbolic, Ann. of Math. (2) 157 (2003), no. 2, 335–431.
- avec  D. Calegari: Shrinkwrapping and the taming of hyperbolic 3-manifolds, J. Amer. Math. Soc. 19 (2006), no. 2, 385–446.
- avec G. R. Meyerhoff, P. Milley: Minimum volume cusped hyperbolic three-manifolds, J. Amer. Math. Soc. 22 (2009), no. 4, 1157–1215.